# Okolicznik stopnia i miary
Okolicznik stopnia i miary (liczebnikowy) – rodzaj okolicznika pełniący funkcję podrzędną w grupie orzeczenia (podobnie jak dopełnienie). Zazwyczaj określa czasownik, ale może być również określnikiem przymiotnika lub przysłówka. Tworzy z wyrazem określanym związek na zasadzie przynależności (nigdy nie tworzy związku rządu i zgody).

## Historia pojęcia
Okolicznik stopnia i miary bywa rozumiany łącznie (np. u Janiny Labochy), rozłącznie (B. Bartnicka i H. Satkiewicz), bądź wymienia się go tylko jako okolicznik miary (tak jest u Zenona Klemensiewicza). Najczęściej jednak następuje połączenie tych dwóch okoliczników w jedną nazwę – okolicznika stopnia i miary.

## Cechy
Ogranicza on podstawę pod względem ilościowym, długości, szerokości, ciężaru, objętości, powierzchni, natężenia, rozciągłości w czasie itp.
Może występować jako:
- przysłówek, np.:
  - Książka bardzo się podobała.
  - Był nadzwyczajnie wesoły.
- wyrażenie przyimkowe, np.:
  - Wypili po szklance mleka.
  - Znam wszystkich prócz Joanny.
  - Przyjmuje codziennie oprócz sobót.

W dwóch ostatnich przykładach podstawy wszystkich, codziennie określają (zawężają) okoliczniki: prócz, oprócz.
- liczebnik nieokreślony, np.:
  - Zjadłem kilka cukierków.
  - Kup kilkanaście pomidorów.
- liczebnik określony, np.:
  - Ona ma piętnaście lat.
- rzeczownik w Bierniku, np.:
  - Podróż trwała miesiące.
  - Pracowałem dzień i noc.
- rzeczownik w Narzędniku, np.:
  - Ludzie uciekali tysiącami z zagrożonego miasta.

O okolicznik stopnia i miary pytamy: jak dużo? jak daleko? jak bardzo? w jakim stopniu? jak często? jak szeroko? jak głęboko? z jakim natężeniem? ile?
- Bardzo lubię wiosnę.
- Jest od niej wyższy o głowę.
- Zaczekajcie chwilę!
- Korzenie tego drzewa sięgają do dwóch metrów.
- Odwiedzam ją co niedzielę.
- Szedłem dwa kilometry.
- Jedziemy zbyt wolno.
- Ważę pięćdziesiąt kilogramów.